# Woodville (Ohio)
Woodville es una villa ubicada en el condado de Sandusky en el estado estadounidense de Ohio. En el Censo de 2010 tenía una población de 2135 habitantes y una densidad poblacional de 622,13 personas por km².

## Geografía
Woodville se encuentra ubicada en las coordenadas 41°27′3″N 83°21′50″O / 41.45083, -83.36389. Según la Oficina del Censo de los Estados Unidos, Woodville tiene una superficie total de 3.43 km², de la cual 3.43 km² corresponden a tierra firme y (0%) 0 km² es agua.

## Demografía
Según el censo de 2010, había 2135 personas residiendo en Woodville. La densidad de población era de 622,13 hab./km². De los 2135 habitantes, Woodville estaba compuesto por el 96.25% blancos, el 0.28% eran afroamericanos, el 0.09% eran amerindios, el 0.8% eran asiáticos, el 0% eran isleños del Pacífico, el 1.78% eran de otras razas y el 0.8% pertenecían a dos o más razas. Del total de la población el 6% eran hispanos o latinos de cualquier raza.